# Román Fernando Martínez
Román Fernando Martínez (Morón (Buenos Aires), Argentina, 27 de març de 1983) és un futbolista argentí que juga com a centrecampista al Reial Club Deportiu Espanyol de Barcelona.
Va iniciar la seva carrera professional com a futbolista en el Deportivo Morón l'any 2000. Tres anys més tard, va traslladar-se a l'Arsenal de Sarandí. No obstant això, a causa que no podia demostrar les seves facultats com a futbolista, va optar per passar-se al Tigre l'any 2006. En aquest equip, el jugador va començar-se a destacar i va esdevenir una de les màximes figures de l'equio i del campionat. Al maig de 2008, el director tècnic de la selecció de futbol de l'Argentina, Alfio Basile, va elogiar el seu estil de joc i va dir que el tindria en compte per a les properes convocatòries. El juliol de 2008, fitxa pel RCD Espanyol, començant així una nova etapa com a jugador fora del continent americà.